# M-Budget Mobile

Logo M-Budget Mobile

M-Budget Mobile est un opérateur de réseau mobile virtuel lancé par Migros. Il utilise le réseau mobile de Swisscom.
Fondée en 1999 en tant que marque low-cost de Swisscom, M-Budget s'est rapidement imposée comme un choix populaire pour les consommateurs à la recherche de services fiables et économiques.[réf. souhaitée]